# Neoreaktionäre Bewegung
Die Dunkle Aufklärung, auch Neoreaktionäre Bewegung genannt (manchmal mit NRx abgekürzt), ist eine antidemokratische, antiegalitäre, reaktionäre und neofeudale politische Philosophie. In den Jahren 2007 und 2008 formulierte der Blogger Curtis Yarvin, der unter dem Pseudonym Mencius Moldbug schrieb, das, was sich zum Gedankengut der Dunklen Aufklärung entwickeln sollte. Yarvins Theorien wurden von Nick Land ausgearbeitet und erweitert, der den Begriff der Dunklen Aufklärung in seinem gleichnamigen Essay erstmals prägte. Der Begriff „Dunkle Aufklärung“ bezieht sich auf das Zeitalter der Aufklärung in einem abwertenden Sinne. Diese moderne Bewegung ist nicht mit der Gegenaufklärung zu verwechseln.
Die Ideologie lehnt im Allgemeinen die Auffassung ab, dass die Geschichte eine unvermeidliche Entwicklung hin zu größerer Freiheit und Aufklärung zeige, die in einer liberalen Demokratie bzw. konstitutionellen Monarchie gipfeln würde. Sie plädiert stattdessen für eine Rückkehr zu traditionellen gesellschaftlichen Konstrukten und Regierungsformen, einschließlich des absoluten Monarchismus und anderer archaischer Führungsformen wie dem Kameralismus. So soll laut Vorstellungen der Neoreaktionäre der bestehende Staat in eine private Aktiengesellschaft umgewandelt werden, dessen Geschäftsführer uneingeschränkt regieren können soll. Die Bewegung lehnt Gleichheit als politisches Ziel ab. Zu den weiteren Schwerpunkten der Neoreaktion gehören häufig eine Idealisierung der körperlichen Fitness, eine rationalistische oder utilitaristische Rechtfertigung der sozialen Schichtung auf der Grundlage von Intelligenz, die entweder auf Vererbung oder Leistungsprinzipien beruht, ein Bekenntnis zu klassischen oder objektivistischen Philosophien und zu traditionellen Geschlechterrollen.

## Überblick
Neoreaktionäre sind eine informelle Gemeinschaft von Bloggern und politischen Theoretikern, die seit den 2000er Jahren aktiv sind. Steve Sailer, Nick Land und Hans-Hermann Hoppe sind die zeitgenössischen Vorreiter dieser Ideologie, die auch von Philosophen wie Thomas Carlyle und Julius Evola beeinflusst wird. Als bedeutendster Verbreiter der Bewegung gilt der US-amerikanische Informatiker Curtis Yarvin, welcher von 2007 bis 2014 unter dem Pseudonym Mencius Moldbug einen Blog betrieb. Yarvin stammt aus einer jüdischen Familie, welche in Teilen der Kommunistischen Partei der USA (CPUSA) angehörte, und wurde in seiner Jugend vom Libertarismus beeinflusst.
Yarvin ist der Ansicht, dass der eigentliche Sitz der politischen Macht in den Vereinigten Staaten ein Zusammenschluss etablierter Universitäten und der Massenmedien ist, ein Gebilde, das er die Kathedrale (the cathedral) nennt. Ihm zufolge dominiert eine sogenannte „brahmanische“ und elitäre Gesellschaftsschicht die amerikanische Gesellschaft, die den Massen demokratische und progressive Werte predigt. Die Grundannahme von Yarvin und der Neoreaktionären Bewegung ist, dass der Mensch nach Macht strebt, die durch das Engagement der Kathedrale für Gleichheit und Gerechtigkeit nutzlos zersplittert wird und gleichzeitig die Ordnung in der Gesellschaft untergräbt.
Er plädiert für eine „neo-kameralistische“ Philosophie, die auf dem „kameralistischen“ Verwaltungsmodus Friedrichs des Großen von Preußen basiert. Nach Yarvins Ansicht sollten ineffiziente, verschwenderische demokratische Regierungen durch souveräne Aktiengesellschaften ersetzt werden, deren „Anteilseigner“ (Großaktionäre) eine Exekutive mit uneingeschränkter Machtbefugnis wählen, die jedoch nach ihrem Belieben handeln muss. Die von liberal-demokratischen Verfahren unbelastete Exekutive könnte als eine Art geschäftsführende Monarchie effizient regieren. Yarvin bewundert den chinesischen Staatschef Deng Xiaoping für seinen pragmatischen und marktorientierten Autoritarismus und den Stadtstaat Singapur als Beispiel für ein erfolgreiches autoritäres Regime. Die USA sieht er als „soft on crime“, beherrscht von wirtschaftlichen und demokratischen Illusionen. In Anlehnung an Computermetaphern vertritt Yarvin die Ansicht, dass die Gesellschaft einen „Hard Reset“ oder einen „Neustart“ braucht, und nicht eine Reihe von schrittweisen politischen Reformen.
Yarvin rechtfertigt den Autoritarismus mit rechtslibertären Argumenten, indem er behauptet, dass die Aufteilung der politischen Souveränität schließlich den Umfang des Staates ausweitet, während starke Regierungen mit klaren Hierarchien minimal und eng fokussiert bleiben. Dem Wissenschaftler Joshua Tait zufolge „stellt sich Moldbug eine radikal libertäre Utopie mit maximaler Freiheit in allen Bereichen außer der Politik vor“. Tatsächlich sind viele seiner Ansichten zu sozialen Fragen stark vom radikalen Libertarismus in den Vereinigten Staaten beeinflusst. Er befürwortete die gleichgeschlechtliche Ehe, die Religionsfreiheit, den privaten Gebrauch von Drogen und schrieb gegen rassen- oder geschlechtsspezifische diskriminierende Gesetze, obwohl Tait daran erinnert, dass „er selbstbewusst private Wohlfahrts- und Gefängnisreformen vorschlug, die der Sklaverei ähnelten“.
Die Bezeichnung „neoreaktionär“ wurde 2010 von Arnold Kling auf Yarvins Ideen angewandt und von Yarvins Anhängern übernommen. Yarvin selbst sagte, er bevorzuge die Bezeichnung „restaurativ“. Seine Ideen wurden auch von Vox als „neo-monarchistisch“ bezeichnet.

## Bewertung und Einfluss
Die neoreaktionäre Bewegung wird als im weiteren Sinne dem Paläolibertarismus, Anarchokapitalismus, Sozialdarwinismus und Illiberalismus nahestehend angesehen. Sie besitzt auch eugenische, klassistische und transhumanistische Elemente. Die Dunkle Aufklärung wurde von Journalisten und Kommentatoren als rechtsextrem und neofaschistisch bezeichnet. In einem Artikel des New York Magazine aus dem Jahr 2016 heißt es: „Die Neoreaktion hat eine Reihe verschiedener Ausprägungen, aber die vielleicht wichtigste ist eine Form des postlibertären Futurismus, der, da er weiß, dass die Libertären wahrscheinlich keine Wahlen gewinnen werden, gegen die Demokratie und für autoritäre Regierungsformen argumentiert.“ Allerdings hatte mit dem Pädophilie-Befürworter Nathan Larson ein bekannter Anhänger der Bewegung dreimal für politische Ämter bei Wahlen in den USA kandidiert. Einige Beobachter betrachten die Bewegung als Teil der Alt-Right und als deren theoretischen Zweig. In einem Artikel für The Sociological Review kritisierte Roger Burrows nach einer Untersuchung der Kerngedanken der Neoreaktion die Ideologie als „hyperneoliberal, technologisch deterministisch, antidemokratisch, antiegalitär, proeugenisch, rassistisch und wahrscheinlich faschistisch“ und verspottet den gesamten akzelerationistischen Rahmen als einen fehlerhaften Versuch, „frauenfeindliche, rassistische und faschistische Diskurse in den Mainstream zu integrieren“. Als widersprüchlich wird zudem der Elitismus der Bewegung bei gleichzeitiger Ablehnung der aktuellen kulturellen, sozialen und politischen Eliten und die Kreuzung von autoritärer politischer Herrschaft mit freier Wirtschaft und gesellschaftspolitischem Liberalismus gesehen.
Die Bewegung verbreitete sich insbesondere in Kreisen von Angestellten der Technologieunternehmen im Silicon Valley und nahm vom Internet und Blogs aus Einfluss auf rechte und libertäre politische Kreise in den Vereinigten Staaten. Der ehemalige Berater der Trump-Regierung, Steve Bannon, soll laut Politico Kontakte zu Yarvin und anderen Personen der Bewegung gehabt haben. Dieser soll dessen Schriften gelesen haben und bewundern. Personen aus dem Umfeld der Bewegung sollen damit Einfluss auf die Trump-Regierung genommen haben. Yarvin soll auch Kontakte zu dem Investor und Milliardär Peter Thiel haben, welcher in sein Unternehmen investierte. Mutmaßlich beruhend auf Yarvins Ideen setzten sich auch verschiedene Personen aus dem Umfeld des Silicon Valley für eine Abspaltung der Technologiebranche von den Vereinigten Staaten ein.
Neoreaktionäre lehnen es häufig ab, mit Reportern zu sprechen. Als die Reporterin für politische Angelegenheiten von The Atlantic, Rosie Gray, ihn ansprach, versuchte Yarvin, sie über Twitter zu trollen, und ein Blogger der Bewegung sagte, dass ihr IQ für die Aufgabe, ihn zu interviewen, unzureichend sei und dass sie als Journalistin „der Feind“ sei. Yarvin trat 2021 allerdings in einer Webshow bei Tucker Carlson auf und erklärte dort seine politischen Theorien.